# Анриэ, Израэль
Израэль Анриэ (фр. Israël Henriet, 1590, Нанси, Лотарингия — апрель, 1661, Париж) — французский гравёр и типограф, издатель гравюр Жака Калло. Собственные гравюры он обычно подписывал: «Израэль», и очень редко «Анриэ».

## Биография
Он был другом детства Жака Калло в Нанси. Его отец, Клод Анриэ (? —1605), мастер по изготовлению витражей и придворный художник Карла III, герцога Лотарингского, был другом Жана Калло, отца Жака Калло.
Израэль Анриэ изучал гравюру во Флоренции у Антонио Темпесты одновременно с Жаком Калло и Клодом Деруэ. Приехав в Париж около 1620 года, Анриэ стал художником короля Людовика XIII, обучал рисованию парижских аристократов. Он даже имел смелость причислить Людовика XIII к своим ученикам. Израэль Анриэ обладал эксклюзивным правом на издание и распространение офортов Жака Калло, а также Стефано делла Белла, Жана Ле Клерка, Шарля Одрана и других.
Племянник Израэля Анриэ, Сильвестр Израэль (1621—1691), потеряв родителей, жил и работал в доме своего дяди и получил в наследство все гравюры, медные доски и инструменты.